# 니클라스 루만
니클라스 루만(Niklas Luhmann, 1927년 12월 8일 ~ 1998년 11월 6일)은 독일의 사회학자, 사회이론가이며, 사회 체계 이론의 가장 유명한 사상가 중 하나이다. 사회적 체계들:일반이론의 개요, '사회의 사회'와 같은 그의 저서와 이론은 20세기 사회학 고전의 반열에 올랐다. 니클라스 루만은 움베르토 마투라나와 프란시스코 바렐라가 창안한 자기생산(Autopoiesis)개념을 자신의 이론에 접목하여 자기생산적 사회체계 이론을 만들었다. 또한 루만은 살아생전 법, 경제, 정치, 예술, 종교, 환경, 매스미디어, 사랑등의 주제에 관련한 70편의 책과 400여편의 논문을 펴내기도 하였다.

## 생애
1927년 독일의 뤼네부르크 근교에서 태어났으며, 제2차 세계대전 중 방공 보조로 복무하다 1945년에 미군의 포로로 붙잡히게 된다. 그 후 1946년부터 1949년까지 프라이부르크 대학교에서 법학을 전공하였으며, 그후 고향의 고등행정재판소등에서 공직 생활을 하게 된다. 그러다 1960년과 61년에 안식년을 받아 미국 하버드 대학교의 탈콧 파슨스밑에서 사회체계 이론을 수학하였다. 이후 1962년 공직에서 물러나 1966년 뮌스터 대학교에서 박사학위를 취득한후 1969년 독일 빌레펠트 대학교에서 1993년까지 강의를 하였다. 퇴직 이후에도 연구 활동을 계속하여 1997년 이제껏 연구한 이론을 집대성한 '사회의 사회'(Die Gesellschaft der Gesellschaft)를 세상에 내보였다

## 종교
에밀 뒤르켐처럼 기독교의 사회적 기능을 연구한 그는 종교 교리가 일면에서 한 집단의 종교적 정체성이 위협을 느낄 때 그 반응으로서 생겨난다고 주장하였다. 즉, 다른 종교체제와 대결과 갈등에서 교리 생성의 원인이 될 수 있다. 루만은 교리는 종교 공동체의 자기 반영이며, 공동체의 정체성을 유지하고, 다른 공동체들과의 관계를 규정한다고 한다. 루터교는 독일 영내에서 경쟁하는 칼뱅주의와 로마 카톨릭교회를 반대하면서 자기들의 정체성을 유지한 것은 이러한 원칙을 잘 설명한다고 앨리스터 맥그래스는 해석하였다.

## 참고 문헌
1. ↑  앨리스터 맥그래스, 종교개혁사상 (서울:CLC, 2006), 53-54